# Big Jump
Big Jump, en français « Grand Saut », est un événement international ludique lié à l'écologie et la protection de l’environnement. Se déroulant chaque année, il aborde principalement la mauvaise qualité de l'eau des rivières et attire l’attention d'un large public.L'évènement consiste à faire sauter un ensemble de personnes, au même moment, dans des rivières, étangs et canaux afin de renforcer la demande en une eau de baignade propre et saine.

## Origine
L'action a commencé en Allemagne sur les rives de l'Elbe. Dans les années 1990, une partie de la frontière entre et l'Allemagne de l'Ouest et l’Allemagne de l’Est se trouvait sur cette rivière, qui était alors la plus polluée en Europe. Après la réunification allemande en 1990, des efforts ont été entrepris pour améliorer la qualité de l'eau. Pour soutenir ces efforts, plusieurs groupes environnementaux ont travaillé ensemble afin d'organiser un événement ludique lors duquel des milliers de personnes ont plongé ensemble dans la rivière polluée. Ils voulaient alors que la rivière soit si propre qu'en 2015 tout le monde puisse revenir y nager en toute sécurité. C'est à cette date que la directive-cadre sur l'eau fixait la date butoir aux États membres pour améliorer la qualité de l'eau des eaux de surface.
Le 14 juillet 2002, le premier « Elbebadetag » international a eu lieu. Ce jour-là, 100 000 personnes auraient sauté en même temps dans la rivière dans 55 endroits différents depuis sa source jusqu'à son embouchure.
Le 17 juillet 2005, le Zweite international Elbe Badetag prit fin et devint le Big Jump, organisé à l'échelle européenne. Dans plus de vingt pays, des personnes ont organisé des Big Jump officiels et spontanés.

## Sources
- (nl) Cet article est partiellement ou en totalité issu de l’article de Wikipédia en néerlandais intitulé « Big Jump » (voir la liste des auteurs).